# Sara Eriksson
Sara Anne Eriksson-Dikanda (ur. 23 stycznia 1974) – szwedzka zapaśniczka walcząca w stylu wolnym. Olimpijka z Aten 2004, gdzie zajęła dziesiąte miejsce w kategorii 63 kg.
Zdobyła sześć medali na mistrzostwach świata, złoto w 1995 i 1996. Ośmiokrotna medalistka mistrzostw Europy w latach 1996 - 2002. Mistrzyni nordycka w 1990 roku.
Mistrzyni Szwecji w latach 1990−2004; druga w 2007 i trzecia w 2006 roku.